# Залужечье
Залужечье — деревня в Краснинском районе Смоленской области России. Входит в состав Краснинского городского поселения. Население — 10 жителей (2007 год). 
Расположена в западной части области в 8 км к югу от Красного, в 10 км южнее автодороги Р135 (Смоленск - Красный - Гусино), на берегу реки Ржавка. В 27 км северо-западнее деревни расположена железнодорожная станция Гусино на линии Москва — Минск. 

## История
В годы Великой Отечественной войны деревня была оккупирована гитлеровскими войсками в июле 1941 года, освобождена в сентябре 1943 года.